# Free (entreprise)
Pour les articles homonymes, voir Free.
Pour l'opérateur mobile d'Iliad, voir Free mobile. Pour l'opérateur FTTH d'Iliad, voir Free Infrastructure.
Free SAS (/fʁi/), stylisé en free, entreprise filiale du groupe Iliad, est un opérateur de téléphonie mobile français et l'un des principaux fournisseurs d'accès à Internet en France. En nombre d'abonnés haut débit fixe, Free vient en deuxième position en 2024, derrière Orange, mais devant Bouygues Telecom et SFR.
Le réseau de Free, utilisé aussi par d'autres sociétés du groupe Iliad, est appelé « Proxad ».
Les offres haut débit proposées par l'entreprise sont les suivantes : Freebox Révolution, Freebox Pop et Freebox Ultra à travers lesquelles l'entreprise fournit à ses abonnés l'accès à des offres ADSL, VDSL2 ou FTTH.

## Histoire

Le réseau national de ProXad (voir aussi : Maillage du réseau Free).

Free propose, en France, le 26 avril 1999 un accès à Internet sans abonnement ni numéro surtaxé. Ses prédécesseurs sur le créneau de l'accès sans abonnement furent World Online (1er avril 1999), puis Freesurf (19 avril 1999). Le nom de Free (« gratuit ou libre » en anglais) vient du fait que l'entreprise propose un accès bas débit à Internet gratuit en modem RTC hors coût des communications téléphoniques, au tarif local et régional.
À ses débuts, l'inscription au service Internet de Free se fait par Minitel. Ce service inclut le courrier électronique (POP3/IMAP4) accessible aussi par une interface Web IMP ou Zimbra. La destruction des courriers indésirables, ainsi qu'un classement automatique des courriers entrants dans différents répertoires (si on utilise l'interface Web), est possible grâce à l'outil mfilter. Dans le passé, mfilter permettait aussi d'envoyer une réponse automatique personnalisée à l'expéditeur déclaré des mails refusés. Cette possibilité a été supprimée entre le 23 et le 26 août 2007. Cette suppression a pour but d'éviter les problèmes de boucle avec les mails en réponse automatique signalant que l'expéditeur du spam n'existe pas.
Free est aussi l'une des entreprises françaises pionnières dans l'accès et l'offre Internet par ADSL, après un début chaotique au début de l'année 2000 qui servait principalement de test : à l'époque, les infrastructures techniques et légales n'étaient pas au rendez-vous (conflit notamment avec France Telecom sur le dégroupage).
Free lance en novembre 2002 une offre ADSL dégroupée à un prix plus attractif que ses concurrents, en ajoutant, plusieurs mois après, des services comme la téléphonie illimitée (août 2003) vers les fixes (VoIP : « Voice over IP » ou « voix sur réseau IP ») ou la télévision (décembre 2003) pour les abonnés bénéficiant de la Freebox et ceci sans surcoût d'abonnement. Le tarif a longtemps été fixé à 29,99 € par mois, jusqu'en février 2011. Les opérateurs concurrents reprochent parfois (par voies indirectes) à Free d'avoir imposé des prix trop bas sur le marché.
En 2004, Free est le second fournisseur d'accès en France à proposer le dégroupage total, après Alice ADSL (Telecom Italia à la fin de 2003) et permet au client final de s'affranchir de l'abonnement direct à France Télécom[réf. nécessaire].
Free propose également un hébergement web gratuit dont la capacité initiale de 100 Mo est passée à 1 Go depuis début 2005 puis 10 Go depuis juin 2006 par défaut avec support de PHP et MySQL. Depuis septembre 2006, Free propose également PostgreSQL. De plus, Free propose maintenant une gestion de plugins permettant de transformer son espace Web en wiki, album photo, blog… (ceci est actuellement suspendu à cause de bugs récurrents).
En septembre 2006, Free annonce une offre fibre optique en FTTH (Fiber To The Home) sur sa Freebox HD lancé cette même année. Fin septembre 2012, son président indique que le cuivre utilisé sur les lignes téléphoniques avait « encore beaucoup à donner », faisant allusion au VDSL2 qui permet un débit théorique de 100 Mbit/s et dont l'expérimentation a débuté en France au second semestre 2012 pour un début de mise en place fin 2013.
Le groupe Iliad a créé la filiale Free mobile en 2009 sur le modèle de Free SAS, dont le même fondateur, Xavier Niel, a présenté lors d'une conférence le 10 janvier 2012, deux offres de téléphonie mobile sans engagement de durée. Ces services ont rapidement gagné des abonnés grâce à des tarifs inférieurs à ceux du marché.
En décembre 2010, Free lance sa nouvelle offre Freebox Révolution avec un débit théorique montant maximal en FTTH de 1 Gbit/s.
Le 19 avril 2012, Free annonce le lancement de FreeWifi Secure à destination des utilisateurs mobile : il s'agit d'une connexion automatique au réseau Free Wi-Fi via la carte SIM des téléphones mobiles, sans avoir besoin de saisir des identifiants. Ce service utilise le protocole EAP-SIM.
En 2012, les négociations de la société Free avec Google butent pour financer la connexion entre le service Youtube et les abonnés Free, exposant ces derniers à une dégradation de la qualité de service.
En 2013, Free est client de « 100 % des NRA-MED rattachés à un répartiteur dégroupés », même si 5 % ont été ratés. Alice ADSL devient en 2013 la marque low cost de Free. L'offre d'Alice ADSL n'est plus commercialisée depuis 2018.
En décembre 2018, Free lance sa nouvelle offre Freebox Delta avec un débit théorique montant maximal en FTTH de 10 Gbit/s EPON (8 Gbit/s maximum et 700 Mb/s en envoi). Elle permettra notamment aux clients Free de passer des appels vers les fixes de plus de 110 pays internationaux. Free s'allie également avec les plateformes SVOD comme Netflix et Prime Vidéo qui seront inclus dans l'offre Delta.
En 2019, Free lance aussi l'offre Delta S qui ne dispose pas de décodeur TV tout en gardant le même débit.
En juin 2020, Free propose une carte interactive permettant de tester son éligibilité à la fibre en France. Ce dispositif est disponible pour les abonnés ADSL souhaitant migrer vers la fibre.
Au premier trimestre 2022, Free détient 17 554 antennes 5G commercialisées en France, soit 46% du parc d'antennes 5G total.
Le 27 septembre 2022, Xavier Niel ambitionne de lancer une nouvelle Freebox en 2023 et déclare : « Dans un an... on aimerait bien. » Il précise d'ailleurs ne pas remplacer complètement les Freebox par des téléviseurs comme c'est le cas avec SFR ou Bouygues Telecom, et indique même si sur le marché ça irait dans la disparition des décodeurs, mais qu'il n'est pas encore mature pour cela[pas clair], il lancera une nouvelle version sous le nom de Freebox v9, le vrai nom de la Freebox n'a pas encore été divulgué.
À partir du 30 septembre 2022, Free met fin définitivement à son service Internet+ accessible pour les abonnées Freebox directement disponible sur l'espace abonné.
En octobre 2024 Free fait l'objet d'un piratage de données : plus de 19 millions de clients FreeBox et Free mobile sont concernés selon l'opérateur. Bien que l'opérateur ne l'ait pas initialement admis, un peu plus de cinq millions d'IBAN ont aussi été récupérés par les pirates à l'occasion de ce vol de données. Mise en vente sur le dark web, la base de données trouve preneur pour le prix de 175 000 $. En janvier 2025 une personne est arrêtée dans l'Essonne et mise en examen pour diverses infractions. Il est notamment suspecté d'avoir réclamé une rançon de 10 millions d'euros à Xavier Niel en échange des données volées.
À compter du 1er septembre 2025, Free mettra fin au service de Femtocell, qui permettait d’améliorer la couverture mobile en intérieur via les Freebox Mini 4K et Révolution.
Le réseau FreeWiFi_Secure, activé automatiquement pour les abonnés Free Mobile grâce à l’authentification EAP‑SIM, sera quant à lui désactivé le 1er octobre 2025.

### Internationalisation

Le réseau Proxad international avec les principaux nœuds français
(Maillage du réseau Free).

Free possède le 3e réseau privé (DWDM classique) en termes de couverture nationale et de capacité (58 300 km de fibre optique en décembre 2010). Le réseau de Free est désormais international. Il est présent :
- aux États-Unis :
  - à Washington dans le centre Equinix de Ashburn,
  - à New York où il est connecté au point d'échange PAIX-NY depuis Londres,
  - à New York où il est connecté dans le centre Equinix (mais les liaisons ne sont pas utilisées au 5 mai 2010) depuis Paris (Bezons et Telehouse 2),
  - à Miami où il est connecté au point d'échange Nap Of The America (NOTA) dans le centre Terremark depuis Ashburn ;
- au Royaume-Uni où il est connecté au point d'échange London Internet Exchange à Londres depuis Paris, Amsterdam et Gravelines ;
- aux Pays-Bas où il est connecté au point d'échange AMS-IX à Amsterdam depuis Londres et Francfort ;
- en Allemagne où il est connecté au point d'échange DE-CIX à Francfort depuis Paris, Strasbourg et Amsterdam.

Bien que ces liaisons soient souvent sur des fibres optiques louées à d'importants opérateurs internationaux (Level 3 Communications, Global Crossing…), cela permet de diminuer significativement les coûts liés aux accords de transit (payants) en multipliant les accords de peering (gratuits).
Des accords de transit importants existent encore, car Free s'appuie sur deux prestataires (Level 3 et Teleglobe) avec lesquels il dispose d'une capacité de transit de 160 Gbit/s.
Free opérait aussi un point d'échange à Paris nommé FreeIX où étaient interconnectés jusqu'à 47 fournisseurs d'accès ou de service Internet (tels que Bouygues Telecom, Neuf Cegetel, Global Crossing, Interoute…) ou des fournisseurs de contenu (Google…). Il a été définitivement fermé le 30 août 2011.
En Italie : en mai 2018 la direction de Free annonce qu’elle va intégrer le marché italien sous la marque Iliad. Free décide de proposer un forfait très avantageux pour les Italiens : 5,99 euros par mois inclus les SMS et la voix en illimité et trente gigaoctets de data mensuel. Ce prix est bien inférieur (entre 50 % et 70 %) à ceux proposés par les principaux concurrents italiens (Wind Tre, Vodafone ou TIM),. Le 18 juillet 2018, 50 jours après son lancement, Iliad Italia annonce officiellement avoir déjà atteint son premier million de clients,.

## Stratégie

Le siège, au 8, rue de la Ville-l'Évêque, dans le 8e arrondissement de Paris.

La stratégie low cost de Free conduit à proposer des prestations différenciées entre d'une part, le peu de grandes villes qui bénéficient de la fibre optique et d'autre part, l'installation tardive de l'ADSL par des NRA-MeD, financés pour l'essentiel par les impôts. La promotion qu'en fait Free suscite une position sceptique de l'Association des Villes et Collectivités pour les Communications électroniques et l’Audiovisuel (Avicca, organisateur du colloque annuel Territoires et Réseaux d'Initiative Publique).
Il est arrivé que pour certaines zones non dégroupées, un bridage des protocoles de P2P mis en place se soit transformé en blocage quasi total, contrariant par ce fait toute utilisation légale du P2P.
Concernant le déploiement de la 5G, Free a opté pour une stratégie très différente des trois autres opérateurs d'infrastructure mobile, en activant très rapidement et massivement des antennes 5G sur la fréquence 700 MHz (en plus des antennes 3,5 GHz). Environ seize mille antennes 5G sur cette fréquence mi-2023 étaient activées sur un total de vingt et un mille antennes.
Cette stratégie permet à Free de communiquer sur une couverture 5G du territoire beaucoup plus importante que ses concurrents. Cependant, cette 5G basée sur la fréquence 700 MHz offre des débits inférieurs à la 5G 3,5 GHz.

## Activité, rentabilité et effectif
|                                        | 2014  | 2015  | 2016  | 2017  | 2018  | 2019  | 2020  | 2021  |
| -------------------------------------- | ----- | ----- | ----- | ----- | ----- | ----- | ----- | ----- |
| Chiffre d'affaires en millions d'euros | 2 714 | 2 755 | 2 794 | 2 892 | 2 778 | 2 907 | 3 226 | 3 212 |
| Résultat net en millions d'euros       | 403   | 343   | 358   | 302   | 289   | 58    | 322   | 222   |
| Effectif moyen annuel                  | 108   | 119   | 160   | 176   | 179   | 213   |       | 202   |

## Part de marché
Sur plus de 25 millions d'abonnés, les principaux fournisseurs d'accès à Internet (FAI) en France sont,, :
- Orange : 40 % de parts de marché, soit 10,354 millions d'abonnés au 31 décembre 2014.
- Free (groupe Iliad) (comprenant aussi Alice ADSL) : 5,868 millions d'abonnés.
- SFR-Numericable : 6,577 millions d'abonnés.
- Bouygues Telecom (groupe Bouygues) : 2,428 millions d'abonnés.
- Autres (Alsatis, Nordnet, OVH Télécom, Prixtel, Budget Telecom, Coriolis Télécom, Virgin Mobile, Vivéole, FDN, Nerim, Magic OnLine…) : 6,57 % soit 1,27 million abonnés.

| Le graphique qui aurait dû être présenté ici ne peut pas être affiché car il utilise l'ancienne extension Graph, désactivée pour des questions de sécurité. Des indications pour créer un nouveau graphique avec la nouvelle extension Chart sont disponibles ici . |
| Source ARIASE, pour la France entre 2014 et 2016. |

## Freebox

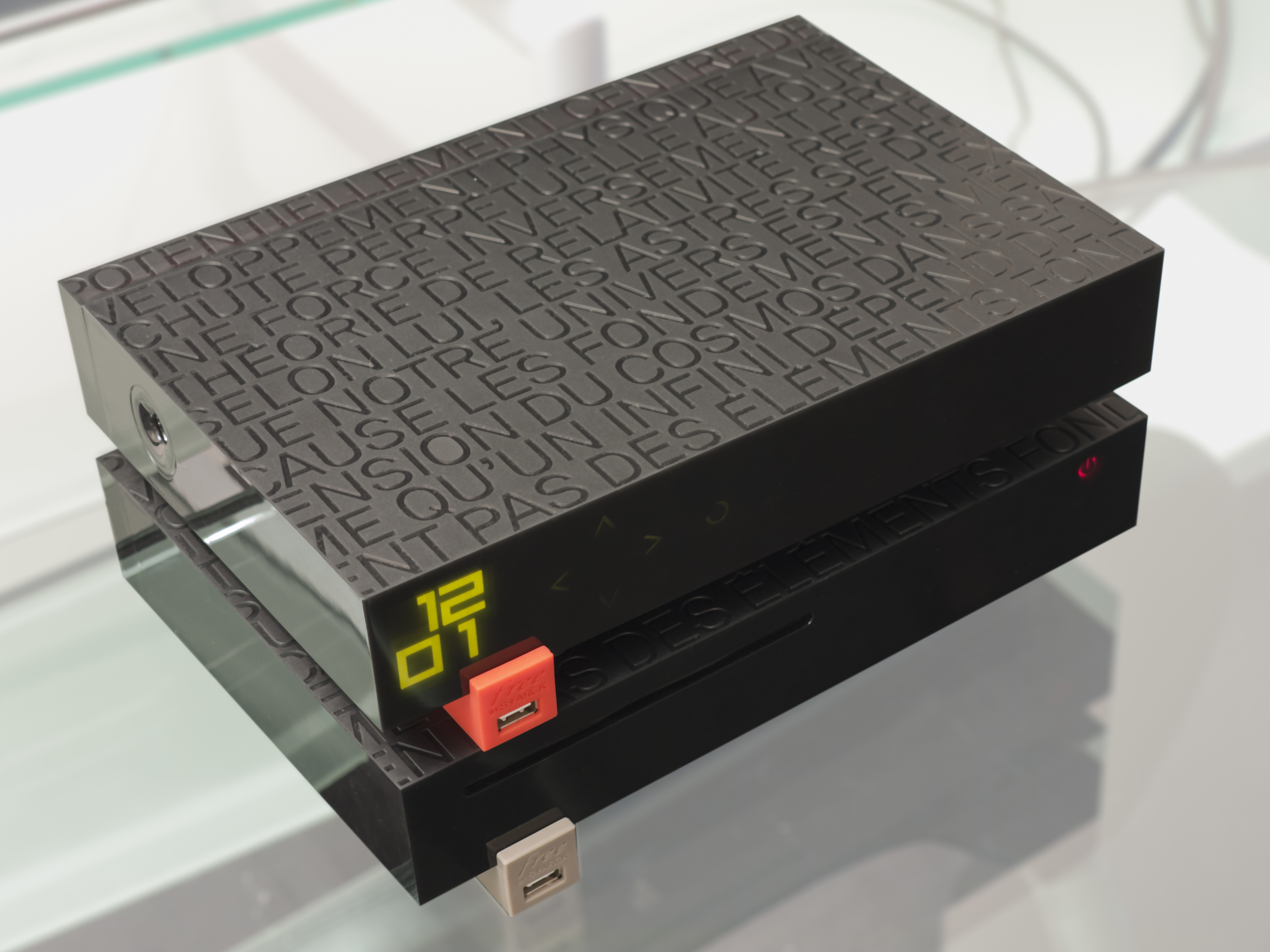
La Freebox Revolution sortie en 2010.

La Freebox a été conçue par Sébastien Boutruche, responsable recherche et développement Freebox, avec son équipe, d'après le concept formulé par Xavier Niel et Rani Assaf en 2001,.
Freebox est une première mondiale, elle est la première Box Triple Play, c'est-à-dire le premier terminal réseau offrant accès simultanément à Internet, à la télévision et au téléphone. Depuis, de nombreux fournisseurs d'accès français ont donné à leur modem un nom se terminant par « box », imitant ainsi le nom de la Freebox.

## Critiques, plaintes et condamnations

### Conditions générales de ventes, tarifs et pratiques commerciales
Le 21 février 2006, Free est condamné par le tribunal de grande instance de Paris à payer 30 000 € à titre de dommages-intérêts à l'UFC-Que choisir et 15 000 € à l'association Familles de France pour 32 articles dans les CGV de Free jugés abusifs. Free a réagi en regrettant « l'instrumentalisation des tribunaux par certaines associations de consommateurs en mal de publicité et de financement ». Un peu plus de deux mois plus tard, Free informe ses abonnés du changement des CGV.
En mai 2006 l'association de défense des consommateurs UFC-Que choisir lance plusieurs centaines de procédures judiciaires contre la société, à la suite d'un grand nombre de plaintes d'abonnés. À la suite d'une plainte contre X en diffamation, les dirigeants d'UFC-Que choisir ont été mis en examen. Cette dernière plainte a finalement été rejetée par la cour d'appel de Paris (11e chambre). En juillet 2007, Free est condamnée à rembourser trois abonnés et à payer 20 000 € de dommages et intérêts à l'UFC-Que choisir, mais elle fait appel. Un nouveau procès est prévu en novembre 2009.
En octobre 2009, l'association UFC-Que choisir attaque Free qui est le seul FAI français à surtaxer sa hotline (0,34 € la minute sans compter les surfacturations des opérateurs de téléphonie mobile). Le 7 décembre 2009, la même association annonce qu'elle a saisi le tribunal de grande instance de Paris à l'encontre de Free pour « pratiques déloyales et illicites dans ses conditions de vente ».
En mars 2011, le tribunal de grande instance de Paris, saisi par l'association de défense des consommateurs UFC-Que choisir en mars 2010, a ordonné à Free de cesser ses « pratiques commerciales illicites » et ses « pratiques commerciales trompeuses ».
La justice a déclaré illégaux les frais d'activation différés : 96 € (moins 3 € par mois d’ancienneté et moins 1,50 € par mois pour Freebox Révolution) facturé aux abonnés souhaitant résilier leur abonnement. Pour la justice, il s'agissait de frais de résiliation non justifiés : l’article L. 121-84-7 du code de la consommation oblige les opérateurs à facturer des frais de résiliation en adéquation avec leur coût réel. Le tribunal a également donné raison à l'UFC-Que choisir sur d'autres pratiques, mais auxquelles Free a mis fin depuis le dépôt de la plainte de l’UFC Que choisir en mars 2010 : option Service Plus pré-cochée ou encore l'utilisation de termes trompeurs (« Il a Free, il a tout compris » ; « Découvrez les 20 exclusivités de l'offre Free » ; « Bénéficiez de tarifs attractifs vers les autres destinations et mobiles »).
Le 7 février 2012, Free est condamné par le tribunal correctionnel de Paris pour « pratiques commerciales trompeuses » à l'occasion du lancement de son offre triple-play en 2005. La société doit s'acquitter d'une amende de 100 000 €, payer 40 000 € de dommages et intérêts à l'UFC-Que choisir, modifier ses conditions générales dans un délai de 15 jours sous peine d'une astreinte de 2 000 € par jour de retard et publier la condamnation dans la presse et sur la page d'accueil de leur site interne.
En 2012 une affaire de justice remet en question le fait que Free ait été élu en 2010 au prix service client de l'année dans la catégorie Opérateurs de Téléphonie fixe et Internet lors d’une étude réalisée par BVA-Viséo Conseil. SFR a fait condamner Free en 2012 parce que « Free était le seul candidat en lice et obtenu de Free qu’il supprime toute référence à cette "élection" ».
En 2014, lors de la Coupe du monde de football de 2014, BeIn Sports (France) a demandé à Free d'arrêter la diffusion de chaîne turque TRT 1 (canal 583) sur la Freebox qui diffusait gratuitement et intégralement le mondial, alors que cette dernière ne possédait les droits de retransmission uniquement pour la Turquie,,.
En octobre 2022, la filiale Free Caraïbes est condamnée à une amende de 300 000 € pour non-respect des obligations de déploiement du réseau mobile à très haut débit dans la zone des Antilles comprenant la Guadeloupe, la Guyane, la Martinique, Saint-Barthélemy et Saint-Martin.
En Mai 2023, une analyse des pannes sur les réseaux fixe et mobile au cours de l'année 2022 en France a classé Free en dernière position. L'opérateur a enregistré environ 36% des plus de 800 000 signalements fait sur le comparateur de box internet Zone ADSL&Fibre.

### Management et licenciements
En 2012, plusieurs témoignages révèlent les pratiques de licenciement chez Free, qui, note L'Expansion, « n'hésiterait pas à utiliser des méthodes humiliantes pour congédier ses salariés ».
En 2016, Politis, qui a eu accès à des documents internes à Free, dénonce un fichage, des licenciements abusifs, ou encore une répression syndicale dans l'entreprise. Les journalistes de l'hebdomadaire notent avoir consulté « un tableau extrêmement détaillé, évaluant les pertes aux prud’hommes en comparaison de ce qu’aurait coûté un plan de licenciement conforme à la loi. Le résultat est sans appel : économiquement, mieux vaut harceler, licencier et être condamné que respecter la loi ». Ces méthodes auraient cours depuis 2010. Le journal Mediapart, en octobre de la même année, pointe également les licenciements abusifs pratiqués par l'entreprise, notamment à l'égard de représentants syndicaux.
En 2017, l'émission télévisée Cash Investigation met en cause les conditions de travail chez Free, critiquant les salaires trop faibles, les sanctions prononcées par l'entreprise contre des salariés grévistes voire le chantage à l'emploi. Le rôle d'Angélique Gérard est en particulier pointé du doigt, par exemple via un courriel envoyé au directeur général d'Iliad Maxime Lombardini, où elle écrit : « Nous liquiderons les 50 détracteurs », en parlant de cinquante grévistes marocains. Le reportage pointe en effet la répression du droit de grève et du droit syndical exercée par Free au Maroc, où l'entreprise possède deux centres d'appels, soit 1 800 salariés,.

## Free Sénégal
Le 1er octobre 2019, Tigo Sénégal, deuxième opérateur téléphonique du pays, change de nom pour devenir Free Sénégal, après que l'entreprise a été partiellement acquise par Xavier Niel en 2018,. Free Sénégal se lance sur le mobile et sur le marché des entreprises.
Bien que ces deux opérateurs portent le même nom, ont le même logo et appliquent des conditions commerciales semblables, il s'agit de deux entreprises bien distinctes, n'appartenant pas au même groupe. Free SAS fait partie du groupe Iliad, Free Sénégal est indépendant et appartient à Saga Africa Holding, un Holding créée par un trio constitué de la société Teyliom du Sénégalais Yérim Sow, le Groupe AXIAN dirigé par Hassanein Hiridjee et NJJ Holding, la société de portefeuille de Xavier Niel. 
Univers Free avait interrogé Iliad sur les différentes stratégies utilisées en France et au Sénégal, voici la réponse résumée par le site :

« Il ne s’agit pas d’un projet industriel d’Iliad mais de Xavier Niel via sa holding NJJ, Iliad/Free et Free Sénégal sont donc deux entités différentes, la seconde reprenant la marque de la première. »

Quelque temps plus tard, Free Sénégal lance Free Money, un porte-monnaie électronique qui permet d'envoyer de l'argent à ses proches, mais également de réaliser des achats en ligne, tels que le paiement des factures ou encore des paris sportifs.
En juillet 2023, Axian Telecom, filiale télécoms du Groupe Axian — basé à Antananarivo (Madagascar) — a annoncé la signature d’un accord en vue d’acquérir une participation supplémentaire de 40 % au capital de Free. Déjà détentrice d’une participation de 40 %, elle porte celle-ci à 80 % à l’issue de la transaction, de quoi permettre au conglomérat dirigé par les frères Amin et Hassanein Hiridjee de contrôler les activités nationales de Free au sein de leur groupe. À la suite de cette prise de participation, Free Sénégal effectue un rebranding en novembre 2024 et devient Yas Sénégal, « yas » signifiant « facile » en wolof.

## Reef
En août 2022, Free lance une nouvelle campagne de publicité intitulée : « Reef, le concurrent créé par Free pour écraser Free. » où l’on vous explique que « 2G + 3G = 5G Reef » et où l’on vous propose un forfait avec « ReefBox Delta Kit » à monter soi-même plus la possibilité d'avoir un t-shirt « Il a reef, il a tout compreef ».
Dans le cadre de cette campagne publicitaire, en novembre 2023, Free a promu la vandalisation de Wikipedia.

## Assistance
Free offre un service d'assistance technique par téléphone (au 3244), au tarif Azur depuis une ligne fixe et gratuit depuis une Freebox Révolution ou une ligne Free mobile. En zone dégroupée, un technicien peut se déplacer chez l'abonné, gratuitement si les problèmes ne sont pas imputables au client. L’assistance est aussi disponible par d'autres canaux :
- via le site d'assistance de l'opérateur, permettant une résolution autonome des problèmes avec une foire aux questions, ou l'ouverture de tickets incidents pour faire intervenir des techniciens ;
- via les newsgroups (seul service d'assistance officiel pour les pages perso et les blogs. On y rencontre plus souvent les administrateurs des différents services que sur les autres canaux d'assistance) ;
- Par chat (disponible pour certaines demandes).

Tous ces canaux sont gérés à travers le CRM de la société et assurent le même suivi client.
Il y a également un service d'assistance par visioconférence : Face to Free. Ce service exige une webcam, un smartphone ou une tablette.